# Nick McCrory
Nick McCrory (* 9. August 1991 in Durham) ist ein US-amerikanischer Wasserspringer. Er begann bereits im Alter von sieben Jahren mit dem Wasserspringen und startet im 10-m-Turm- und Synchronspringen. Trainiert wird er von Drew Johansen.
Seine erste internationale Medaille, Silber bei der Junioren-Weltmeisterschaft, errang McCrory bereits im Jahr 2006. Im Jahr 2009 in Rom nahm er erstmals an der Weltmeisterschaft im Erwachsenenbereich teil. Im 10-m-Turmspringen verpasste er als 20. jedoch den Einzug ins Halbfinale. 2011 in Shanghai startete er mit David Boudia im 10-m-Synchronspringen und belegte Rang fünf. Im 10-m-Turmspringen erreichte er zudem als Sechster eine gute Einzelplatzierung. Bei den folgenden Olympischen Sommerspielen 2012 in London gewann er gemeinsam mit Boudia die Bronzemedaille im Synchronspringen, während er im Einzel beim Sieg Boudias mit 505,40 Punkten einen neunten Platz belegte.
2010 wurde McCrory erstmals US-amerikanischer Meister.
McCrory studiert an der Duke University. Mit dem Sportteam der Universität, den Iron Dukes, konnte er mehrere Medaillen bei Collegemeisterschaften gewinnen.